# Односи Црне Горе и Савјета Европе
Односи Црне Горе и Савјета Европе су односи Црне Горе и Савјета Европе.
Савјет Европе је отварио Канцеларију у Подгорици 1. јула 2000.
Црна Гора је 11. маја 2007. године постала пуноправна чланица Савјета Европе.
У оквиру реорганизације СЕ, јануара 2011. године, затворена је Канцеларија СЕ у Подгорици. 

## Стални представник Црне Горе у Стразбуру
- Божидарка Крунић, амбасадор
- Ана Вукадиновић, амбасадор, дужност сталног представника Црне Горе при Савјету Европе преузела је, предајом акредитивних писама Генералном секретару СЕ Торбјорну Јагланду, 8. фебруара 2011. године.